# К Веранию и Фабуллу
«К Вера́нию и Фабу́ллу» — условное название стихотворения римского поэта Гая Валерия Катулла, включённого в состав посмертного сборника («Книги Катулла Веронского») под номером 28. Здесь поэт обращается к двум своим друзьям, которые, как и он сам, недавно вернулись в Рим после долгого отсутствия. Катулл побывал в Вифинии в составе свиты Гая Меммия (57 год до н. э.), Вераний и Фабулл сопровождали в другую провинцию наместника Пизона (возможно, речь о Луции Кальпурнии Пизоне Цезонине, проконсуле Македонии в 57—55 годах до н. э.). Все трое надеялись разбогатеть, но эти надежды не сбылись. Поэтому Катулл бранится, называя Пизона «мерзавцем», а римскую знать в целом — «позорищем Ромула и Рема».